# Synagoge (Belfast)

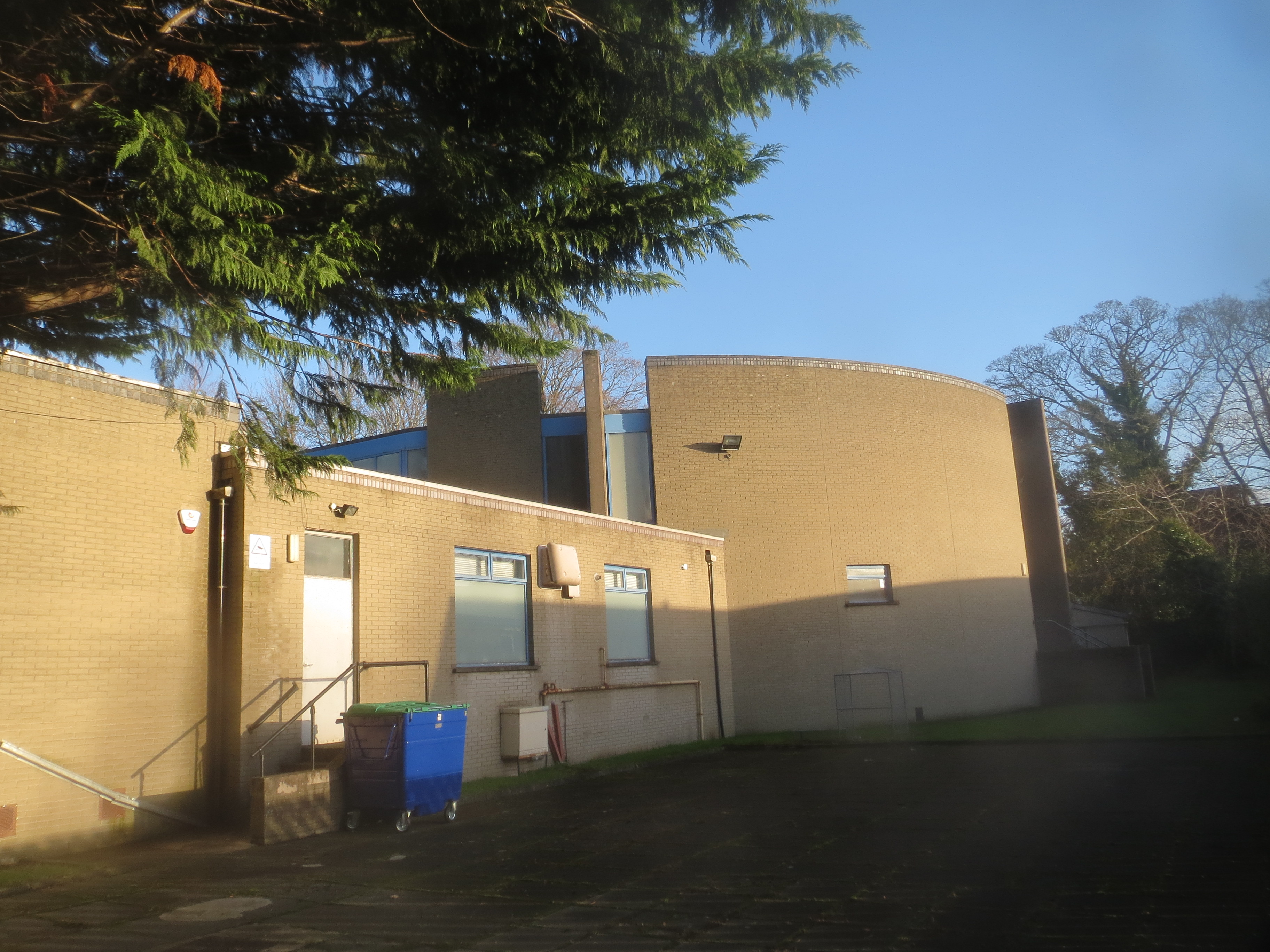
Synagoge, Belfast Somerton Road, Rückansicht (2023)

Die Synagoge in der nordirischen Hauptstadt Belfast wurde 1964 eröffnet. Sie befindet sich in der Somerton Road im Norden der Stadt. In ihr finden noch Gottesdienste statt.

## Beschreibung
Das Gebäude im Stil der Moderne hat ein rundes Hauptgebäude sowie einige Nebengebäude. Die Haupthalle hat keine Frauenempore, aber erhöhte Sitzplätze an den Seiten. Die einfach gehaltene Bimah steht in der Mitte des Raumes.
Das Dach wird von Betonträgern gehalten, die einen Davidstern formen.

## Vorherige Synagogen

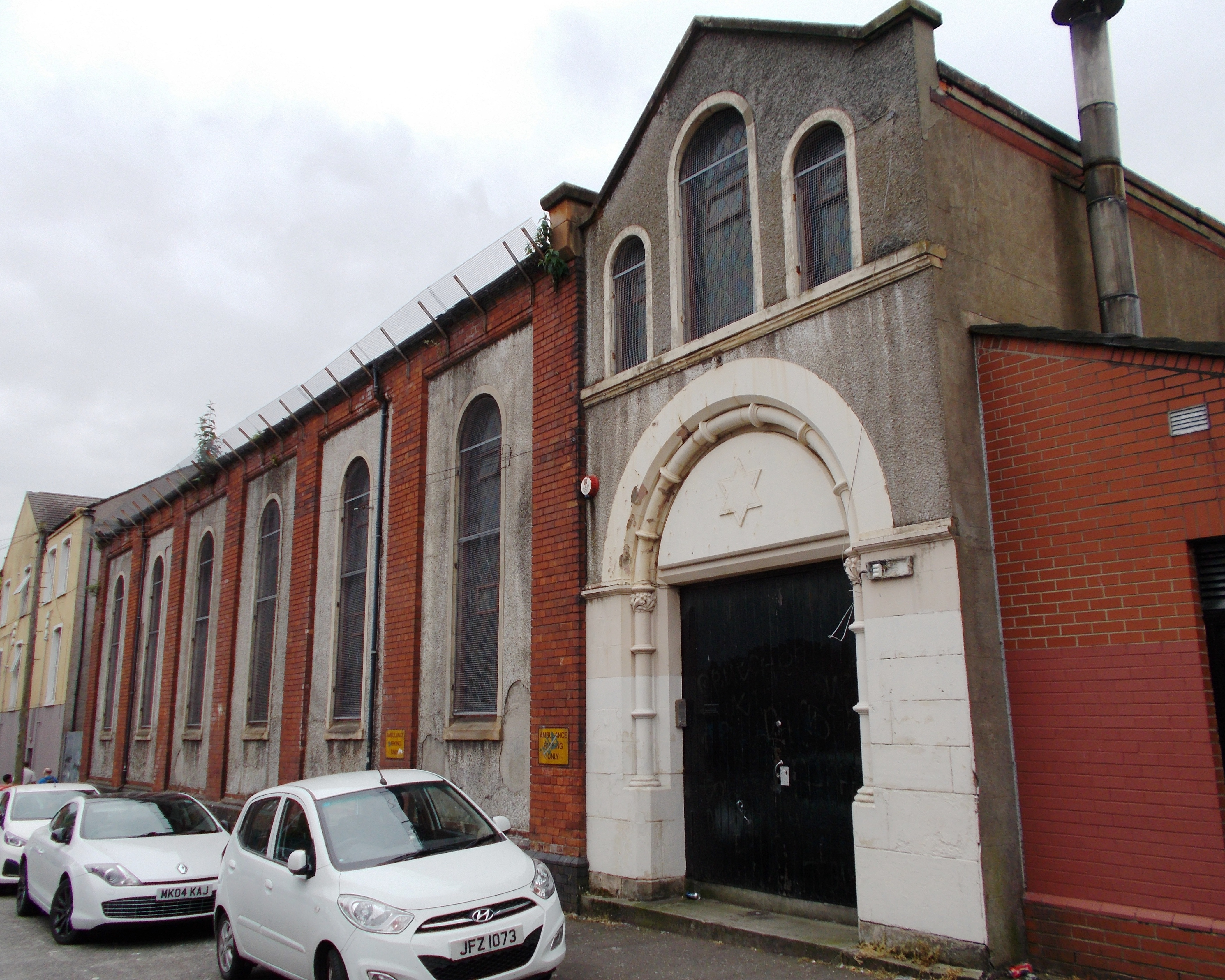
Ehemalige Synagoge in der Annesley Street (2018)

- Von 1871 bis 1904 gab es eine erste Synagoge in der Great Victoria Street. Dieses Gebäude wurde 1963 abgerissen.
- Zwischen 1904 und 1964 hatte die jüdische Gemeinde ihre Synagoge in der Annesley Street. Das Gebäude steht leer; es gibt aber Pläne, es als Toleranzmuseum zu nutzen.[2][3]